# Baldobertus
Baldobertus, Baldebertus und in der Literatur auch Baldebert (erwähnt ab 749; † 762), war ein Bischof von Basel.
Baldobertus erscheint an zweiter Stelle in der ältesten bekannten Bischofsliste aus der Abtei Münster im Elsass unter Papst Zacharias (741–752). 749 unterschrieb er als erster Zeuge eine Urkunde des Bischofs Heddo von Straßburg. 751 wurde er als Abt des Klosters Murbach eingesetzt und ist in dieser Funktion mehrfach bezeugt, amtierte aber weiterhin als Bischof von Basel. Im Totenbuch der Synode von Attigny unterschrieb er 762 als Baldeberthus episcopus civitas Baselae. In der Forschung wird auch erwogen, dass Baldobertus vor Walaus, der in Bischofsliste aus dem Kloster Münster an erster Stelle erscheint, das Bischofsamt in Basel bekleidete, und damit vielleicht überhaupt der erste Bischof von Basel war nach einer Neugründung des Bistums unter den Karolingern. Zu dieser Zeit dürften zumindest die Bistumsgrenzen gezogen worden sein, die im Wesentlichen über ein Jahrtausend gültig blieben.